# Allhaming
Allhaming là một đô thị ở huyện Linz-Land thuộc bang Oberösterreich, Áo. Đô thị Allhaming có diện tích 14 km², dân số thời điểm năm 2006 là 1018 người.